# Anton Șuteu
Anton Șuteu (17. ledna 1947 – 13. září 2010) byl rumunský hudební skladatel. Byl jedním z nejznámějších a nejvíce plodných mladých skladatelů 80. let. Za života získal Řád Rumunské hvězdy. Je autorem takových písní jako Voi, Oameni De Mâine nebo Deschideți Poarta Soarelui.

## Život
Narodil se v roce 1947 rumunskému vojenskému lékaři, pozdějšímu generálmajorovi, Iuliu Șuteu. Od roku 1960 studoval na Școala Gimnazială de Arte Iosif Sava. Poté, v roce 1966, nastoupil na Conservatorul din București, kde studoval do roku 1972, kdy začal studovat na Accademia Nazionale di Santa Cecilia. Svá Studia ukončil v roce 1974. Od roku 1972 byl asistentem, poté lektorem (od 1990), přednášejícím (od 1992) a také profesorem (od 2006) na katedře muzikologie a kompozice na Národní Hudební Univerzitě v Bukurešti. Jen o rok dříve se stal na téže škole doktorem muzikologie (ponz. doctor în muzicologie) V roce 2000 získal Řád Rumunské hvězdy. V roce 2010 ho postihla náhlá mozková příhoda - mrtvice. Přesto, že do pěti minut mu byla poskytnuta odborná lékařská pomoc, zemřel.
| „                                                    | Jsem nesmírně zasažen, znal jsem se s tímto mužem již více než 35 let. Byli jsem společně na vysoké škole. Je to velká ztráta pro rumunskou hudbu a rumunskou kulturu. | “ |
| — Adrian Iorgulescu, bývalý rumunský ministr kultury | |   |